# Eclose-Badinières
Eclose-Badinières es una comuna nueva francesa situada en el departamento de Isère, de la región de Auvernia-Ródano-Alpes.

## Historia
Fue creada el 1 de enero de 2015, en aplicación de una resolución del prefecto de Isère de 24 de diciembre de 2014 con la unión de las comunas de Eclose y Badinières, y pasando a estar el ayuntamiento en la antigua comuna de Eclose.

## Demografía
| Gráfica de evolución demográfica de Eclose-Badinières entre 1901 y 2012 |
|                                                                         |

Los datos entre 1800 y 2013 son el resultado de sumar los parciales de las dos comunas que forman la nueva comuna de Eclose-Badinières, cuyos datos se han cogido de 1800 a 1999, para las comunas de Badinières y Eclose de la página francesa EHESS/Cassini. Los demás datos se han cogido de la página del INSEE.

## Composición
| Comuna delegada | Código INSEE | Población (2013) | Superficie (km²) | Densidad (hab./km²) |
| --------------- | ------------ | ---------------- | ---------------- | ------------------- |
| Badinières      | 38024        | 610              | 5.99             | 102                 |
| Eclose          | 38152        | 710              | 10.29            | 69                  |